# ウクライナ保安庁
ウクライナ保安庁（ウクライナほあんちょう、ウクライナ語: Слу́жба безпе́ки Украї́ни スルージュバ・ベスペークィ・ウクライーヌィ）は、ウクライナの法執行機関。ウクライナにおけるソ連時代のソ連国家保安委員会 (KGB) の後継機関である。略称はエズベウーまたはズブー (СБУ；SBU)。ウクライナ保安局と表記されることもある。

## 沿革
1991年9月20日、最高会議により、ウクライナ国家保安庁の創設に関する決定が採択された。同命令により、ウクライナ・ソビエト社会主義共和国国家保安委員会が廃止された。1992年3月25日、最高会議はウクライナ保安庁に関する法律を採択した。
KGBが機能別に分割されたロシア連邦と異なり、ウクライナ保安庁は旧KGBの機能をほぼ継承した。強大な力を有するため、しばしばウクライナの政治に介入、あるいは逆に政治家に利用される事態となっている。権限縮小の議論は以前からなされており、対外諜報機能は2004年にウクライナ対外情報庁に移管され、通信傍受・通信保全を担当している特殊遠距離通信・情報保護部は2006年2月23日付でウクライナ国家特殊通信庁に権限を移管した。
2005年9月時点で、SBU庁舎はウクライナの首都キエフの中心マイダーン・ネザレージュノスチ（独立広場）から徒歩10分程の市街に置かれており、近寄りがたいKGBのイメージに反し、面しているウォロディミル通り（ヴラジーミル通り）に人通りが少なくないこともあり、誰でも簡単に近付くことができる。この通りにはキエフ・ルーシ時代の建造物の復元である黄金の門や聖ソフィア大聖堂の他にホテルもあり、外国人も含めて毎日多くの人が行き交っている。

### ロシアによるウクライナ侵攻
2022年、ロシアによるウクライナ侵攻を受けて、Youtubeの公式アカウント（参照: #外部リンク節）上でロシア兵の通信を傍受した音声とする動画などをアップロードしている。また、ロシアの著名人や軍人の暗殺(ダリア・ドゥギナの暗殺に関与したとの主張がある。また、ロシア軍の将官でNBC防護部隊を指揮していたイゴール・キリロフを暗殺している)やロシア側のスパイの摘発を行っている。

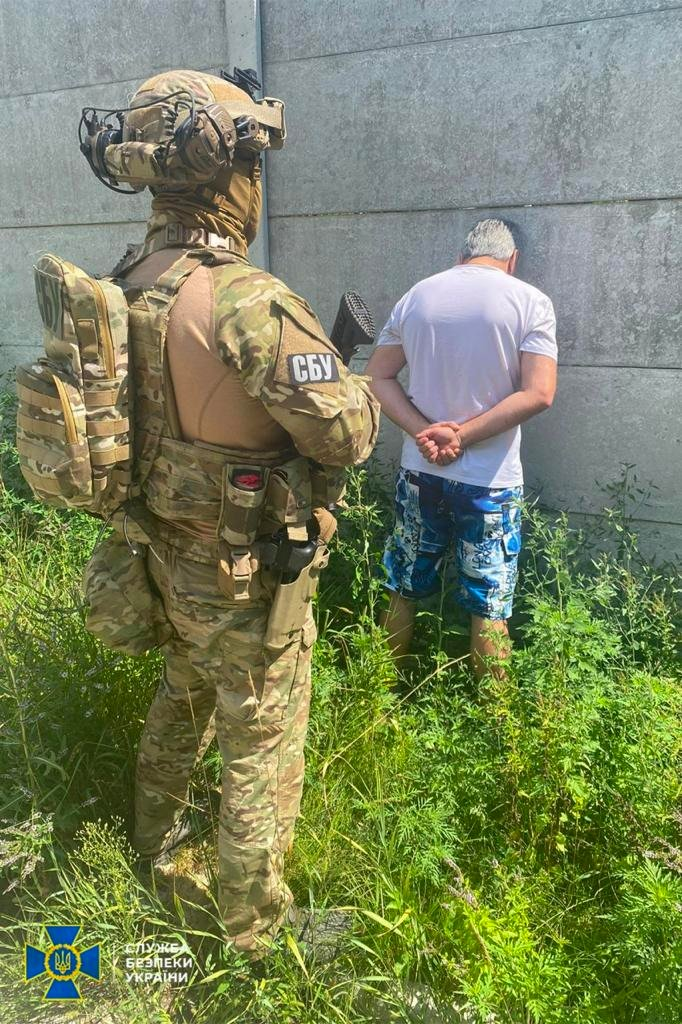
スパイ容疑者を逮捕しているウクライナ保安庁の捜査官

また、同庁はクリミア大橋爆破（2022年10月）や蜘蛛の巣作戦（2025年6月）などの特殊作戦も行っている。

## 批判
2022年3月16日、ヒューマン・ライツ・ウォッチは、ウクライナ保安庁およびウクライナ内務省がTelegramを始めとする多数のSNS上で、ロシア兵捕虜の個人情報が特定できるような画像、動画を公開していることは、ジュネーブ諸協定に違反しており、中止すべきだとの見解を示した。一方、ロシア兵士の母の委員会連合の事務局長ヴァレンティーナ・メルニコワは兵士の家族を援助する実務者の立場から「これらは家族が愛する人を見つけるために非常に役立っています。これは、兵士が生きているかどうか、捕虜になっているかどうかを調べ、ロシア当局に知らせる唯一の方法です。この過程で、ロシア政府も巻き込み、捕虜の解放に取り組み始めた」「あの動画や写真こそが、唯一の情報源なのです。ロシアとウクライナが当然のように合法的かつ公的にリストを交換しているのであれば、必要ないだろう。しかし、こちら側（ロシア）がリストを公開していない以上、倫理違反なんて知ったことではありません」と述べている。

## 組織
- 情報保障・捜査勤務活動統制部
- 防諜部（ウクライナ語版）
- 国家経済防諜防護部（ウクライナ語版）
- 国家情報防諜部（ウクライナ語版）
- 国家制度擁護・テロリズム対策部（ウクライナ語版）
- 特殊遠距離通信・情報保護部[注 2]
- 捜査勤務活動保障部
- 分析・予測総局
- 汚職・組織犯罪対策総局（ウクライナ語版）
- 国家秘密保護局
- 人員業務局
- 内査局
- 法務保障総局
- 取調局
- 科学技術局
- SBU国家公文書庫
- 軍事医療局
- ウクライナ保安庁附属対テロリズム・センター（ウクライナ語版、ロシア語版、英語版）
- アルファ部隊
- ウクライナ保安庁国立アカデミー（ウクライナ語版）（キーウ）
- ウクライナ保安庁中央病院（ウクライナ語版）（キーウ）

これ以外に、各州、直轄市、自治共和国に支局を有する。

## 歴代長官
ウクライナ保安庁長官はウクライナ国家安全保障・国防会議の常任議員であり、任免は大統領の提案に基づいて最高会議（国会）決議により決定される。
| 代   | 氏名                               | 階級         | 就任           | 退任           |
| ---- | ---------------------------------- | ------------ | -------------- | -------------- |
| 暫定 | ニコライ・ゴルシコ                 | 大将         | 1991年9月20日  | 1991年11月6日  |
| 1    | イェヴヘーン・マルチューク         | 上級大将     | 1991年11月6日  | 1994年7月12日  |
| 2    | ヴァレリー・マリコフ               | 大将         | 1994年7月12日  | 1995年7月3日   |
| 3    | ウォロディミル・ラドチェンコ       | 上級大将     | 1995年7月3日   | 1998年8月22日  |
| 4    | レオニード・デルカッチ             | 上級大将     | 1998年8月22日  | 2001年2月10日  |
| 5    | ウォロディミル・ラドチェンコ       | 上級大将     | 2001年2月10日  | 2003年9月2日   |
| 6    | イーホル・スメシコ                 | 上級大将     | 2003年9月4日   | 2005年2月4日   |
| 7    | オレクサンドル・トゥルチノフ       | なし（文民） | 2005年2月4日   | 2005年9月8日   |
| 8    | イーホル・ドリジュチャーヌィイ     | 上級大将     | 2005年9月8日   | 2006年12月22日 |
| 9    | ヴァレンティン・ナリヴァイチェンコ | なし（文民） | 2006年12月22日 | 2010年3月11日  |
| 10   | ヴァレリー・ホロシコフスキー       | 上級大将     | 2010年3月11日  | 2012年1月18日  |
| 11   | イーホル・カリーニン               | 大将         | 2012年2月3日   | 2013年1月9日   |
| 12   | オレクサンドル・ヤキメンコ         | 少将         | 2013年1月9日   | 2014年2月24日  |
| 13   | ヴァレンティン・ナリヴァイチェンコ | なし（文民） | 2014年2月24日  | 2015年6月18日  |
| 14   | ヴァシーリー・フリチャク           | 上級大将     | 2015年6月18日  | 2019年8月29日  |
| 15   | イワン・バカノフ                   | 上級中尉     | 2019年8月29日  | 2022年7月19日  |
| 16   | ヴァシーリー・マリューク           | 中将         | 2022年7月19日  | 現職           |